# Karaba
Karaba is een gemeente (commune) in de regio Ségou in Mali. De gemeente telt 8700 inwoners (2009).
De gemeente bestaat uit de volgende plaatsen:
- Dionasso-M'Pesso
- Dionasso-Mianka
- Dionasso Peulh
- Djékouna-Tokan
- Djékouna-Zokan
- Karaba-Fintégué
- Karaba-Kagoua (hoofdplaats)
- Karaba-Katala
- Niangoro
- Solosso
- Soumazangasso-Zanga
- Soumazangasso-Ziékan
- Wolon